# Viktor Gavrilovič Zacharčenko
Viktor Gavrilovič Zacharčenko (rusky Виктор Гаврилович Захарченко; * 22. března 1938 Djaďkovskaja, Krasnodarský kraj) je ruský folklorista, sborový dirigent a pedagog.

## Život
V roce 1960 absolvoval Krasnodarskou školu hudby a pedagogiky a v roce 1967 Státní konzervatoř M. Glinky v Novosibirsku. Později navázal postgraduálním studiem a obhájil titul doktora dějin umění.
Po dobu 10 let pracoval jako hlavní sbormistr Sibiřského sboru (od roku 1964 do roku 1974). Od roku 1974 je uměleckým ředitelem a šéfdirigentem Kubáňského kozáckého sboru.
Byl přijat do Svazu skladatelů SSSR jako muzikolog a folklorista. Je autorem mnoha vědeckých knih o etnické hudbě.
V letech 2012 a 2018 byl zplnomocněnou osobou kandidáta na post prezidenta Ruské federace Vladimira Putina.